# Cyprès du Maroc
Cupressus atlantica
Espèce
Classification phylogénétique
Le cyprès du Maroc, ou cyprès de l'Atlas (Cupressus atlantica), est une espèce de plantes de la famille des Cupressaceae. C'est un arbre originaire du Maroc.
Il est considéré comme une espèce en danger de disparition et figure dans la liste rouge de l'UICN.

## Distribution
Le cyprès du Maroc est une espèce rare, endémique du sud du Maroc, que l'on trouve dans la vallée de l'oued N'Fiss dans les montagnes du Haut Atlas marocain au sud de Marrakech dans l'ouest du Maroc. La majorité des individus sont anciens, avec très peu de régénération naturelle, notamment à cause du surpâturage par les chèvres.

## Classification
Cette espèce est considérée, selon les auteurs :
- soit comme une espèce distincte (Cupressus atlantica Gaussen),
- soit comme une variété (Cupressus sempervirens L. var. atlantica Silba.) du cyprès toujours vert (Cupressus sempervirens),
- soit comme une variété (Cupressus dupreziana L. var. atlantica (Gaussen) Silba.) du cyprès du Tassili (Cupressus dupreziana).

Noms vernaculaires : cyprès du Maroc, cyprès de l'Atlas, azel (berbère).

## Description
Cette espèce se distingue de l'espèce parente Cupressus sempervirens (le cyprès commun) par la couleur de son feuillage beaucoup plus bleu, avec une tache blanche de résine sur chaque feuille, et des rameaux plus courts, souvent aplatis dans un seul plan.
Elle porte également des cônes plus petits, de 1,5 à 2,5 cm de long.
Le cyprès du Tassili (Cupressus dupreziana) est très ressemblant et certains auteurs considèrent la cyprès du Maroc comme une variété (Cupressus dupreziana var. atlantica) du cyprès du Tassili.
Le cyprès du Maroc ne partage pas le système de reproduction unique d'apomixie mâle qui caractérise le cyprès du Tassili.

## Utilisation
Le bois de cyprès du Maroc est utilisé généralement comme bois de chauffage, mais également comme bois de construction (portes, fenêtres, charpentes, etc.). Le feuillage est aussi utilisé comme fourrage pour le cheptel constitué principalement de caprins.